# Acanthophyllum crassinodum
Acanthophyllum crassinodum là loài thực vật có hoa thuộc họ Cẩm chướng. Loài này được Yukhan. & J.R.Edm. mô tả khoa học đầu tiên năm 1977.